# Scinax cruentomma
Scinax cruentomma é uma espécie de anfíbio da família Hylidae. Pode ser encontrada na Colômbia, Brasil, Peru e Equador.
Anteriormente a espécie era chamada de Scinax cruentommus, porém, após análises na sua descrição original, percebeu-se que o seu epíteto foi escrito de maneira errônea durante uma revisão de gênero, o tratando como se fosse um adjetivo, sendo que era um substantivo. Sabendo disso, seu epíteto voltou a ser cruentomma.